# Parque nacional de Hemis
El parque nacional de Hemis es un parque nacional de la India, en Ladakh occidental, dentro del estado de Jammu y Cachemira. Es un parque a gran altitud en la región de Ladakh oriental.
Es mundialmente famoso por ser el mejor lugar para ver el leopardo de las nieves en el medio salvaje, se cree que tiene la mayor densidad de leopardos de las nieves de cualquier área protegida del mundo. Es el único parque nacional de la India al norte del Himalaya, el área protegida de la India más grande, y por lo tanto el más grande los parques nacionales de la India, y la segunda de las zonas contiguas más grandes, después de la reserva de la biosfera Nanda Devi y las áreas protegidas que lo rodean. El parque es el hogar de una serie de especies de mamíferos en peligro incluyendo el leopardo de las nieves. El parque nacional de Hemis es la única zona protegida de la India dentro de la ecozona paleártica, fuera del Santuario de la vida salvaje Changthang al noreste de Hemis, y la zona de conservación propuesta del desierto frío de Tso Lhamo en la zona norte de Sikkim.
El parque limita al norte con las orillas del río Indo, e incluye las cuencas de Markha, Sumdah y Rumbak, y partes de la cordillera de Zanskar.

## Historia natural
El parque quedan dentro de la ecorregión estepa alpina de la meseta tibetana Karakorum-Oeste, y contiene bosques de pinos, praderas y matorrales de montaña y tundra alpina.

### Flora[3]
Esta región está en la Sombra orográfica del Himalaya, y no recibe muchas precipitaciones. De ahí, los bosques áridos de enebro, bosques de Populusy Salix, abedul seco subalpino - abeto están presentes en altitudes inferiores. 
Se encuentran árboles alpinos y de estepa predominantemente en el parque nacional de Hemis. Estos árboles y arbustos se extienden por el fondo de los valles. Puesto que las laderas superiores de las montañas son húmedas, esta zona se caracteriza por la vegetación alpina que incluye: anémonas, gencianas, Lloydia, Veronica, Delphinium, Carex y Kobresia. Las otras partes del parque tienen vegetación esteparia que dominan plantas de Caragana, Artemisia, Stachys y Ephedra, presentes a lo largo de los cursos de los ríos inferiores.

### Fauna
El parque es el hogar de una población de cría viable de alrededor de 200 leopardos de las nieves, especialmente en la cuenca de Rumbak. La base de presas para el superpredador en las tierras altas del centro de Asia está formada principalmente en Hemis por argali (gran oveja tibetana), baral (carnero azul), urial y ganado. Una pequeña población del íbice siberiano se encuentra presente también en Hemis. Este parque es el único refugio en la India que contiene el shapu.
El lobo tibetano, el oso pardo europeo (en peligro en la India), y el zorro también están presentes en Hemis.
Pequeños mamíferos incluyen la marmota del Himalaya, la comadreja alpina y la liebre Ochotona roylei.
El parque es también un buen lugar para estudiar a las aves de presa himalayas y transhimalayas. Entre ellas se encuentran el águila real, el quebrantahuesos, y el buitre del Himalaya.
El valle de Rumbak ofrece buenas oportunidades para la ornitología, incluyendo varias especies tibetanas no frecuentes en otros lados de la India. Entre las aves presentes aquí se encuentran acentor pardo, acentor petirrojo, mosquitero de Tickell, camachuelo estriado, gorrión de Adams, perdiz chucar, chova piquirroja, perdigallo himalayo, y el verdecillo de frente roja.
Hasta la fecha, se han documentado en el parque 16 especies de mamífero y 73 especies de aves.